# Skøjteløber (insekt)
 For alternative betydninger, se Skøjteløber. (Se også artikler, som begynder med Skøjteløber)
Skøjteløbere (Gerridae), også kaldt vandløbere, er en familie af næbmundede insekter. De lever på vandoverfladen af søer, damme, langsomt flydende vandløb og andet roligt vand. Her lever de af andre insekter, der er faldet ned på vandoverfladen. Skøjteløbere optræder ofte flokvis.

## Tilpasning til vandoverfladen
Af skøjteløberens seks ben er mellemben og bagben stærkt forlængede og strakt ud fra kroppen, så de danner et kryds. Forbenene er korte. Den støtter på vandoverfladen ved hjælp af for- og bagben. Mellembenene benyttes til at "ro" hen over vandet. De kan løbe temmelig stærkt: Op til 1,5 m/s.
Skøjteløbere udnytter vandets overfladespænding samt små hår på benene til ikke at bryde gennem vandoverfladen. På den yderste del af benene sidder mange korte hår, som både er vandskyende og elastiske.

## Arter
Nogle af de ni arter, der er registreret i Danmark:
- Almindelig skøjteløber (Gerris lacustris) er 8-10 millimeter lang. Nogle former har manglende vinger, andre er vingeløse eller har forkortede vinger.
- Tandet skøjteløber (Gerris odontogaster)
- Åskøjteløber (Aquarius najas)